# All your base are belong to us
"All your base are belong to us" (AYBABTU) é um meme que ganhou muita popularidade na Internet.
A frase tem origem num diálogo do jogo Zero Wing numa tradução mal feita do japonês para o inglês. O movimento de culto a esse erro começou timidamente com um pequeno grupo de usuários que colocavam a imagem da frase na assinatura. Foi crescendo e ganhando dimensão maior, até que se espalhou por fóruns em todo mundo. Vários sites passaram a vincular animações em Flash do diálogo com várias montagens de fotos de famosos.
All your base foi um fato interessante, pois demonstrou o poder da Internet em espalhar rapidamente mensagens que nunca seriam cobertas pela mídia tradicional. Os autores não esperavam que esse culto à frase ganhasse proporções tão grandes, chegando a ser citado na televisão americana no canal Fox News e referenciado por dezenas de video games anos depois.

## Origens
A frase é apenas uma fala do personagem CATS na introdução do jogo Zero Wing, que era legendado e com uma tradução do japonês para o inglês feita às pressas, repleta de erros de transliteração.
A primeira aparição na comunidade internauta ocorreu em 1998. Em meados do mesmo ano, a frase começou a aparecer com maior frequência em muitos fóruns e a ser disseminada através de spams. Em 2000, o grupo canadense The Laziest Men on Mars criou a canção Invasion of the Gabber Robots usando trechos do tema do jogo, de autoria de Tatsuya Uemura (incluindo uma voz robótica sintetizada que falava o texto completo da introdução do jogo, o que chegou a fazer com que o site mp3.com removesse temporariamente a canção de seus servidores por acusações de violação de copyright).
Na segunda metade de fevereiro de 2001, uma quantidade enorme de fotos alteradas, animações GIF e Flash passaram a circular pela Internet, a primeira delas sendo o vigésimo episódio de Eskimo Bob, sobre o qual, mais tarde, os criadores Tomas e Alan Guinan declararam que era o pior episódio até então, ao ponto de postarem avisos aconselhando as pessoas a não assistí-lo.
Tem sido usado como legenda para quase toda fotografia desde que a palavra sobrecarregada "base" (junto com homônimos em inglês como "bass" e compostos como "base pair") pareceram fazer a frase significar quase qualquer coisa. Numerosas pessoas e grupos também substituíram a palavra "base" com outros assuntos (por exemplo, "all your data are belong to us" ou "all your vote are belong to us"), geralmente sugerindo o domínio de alguma pessoa – ou a auto-percepção ou desejo para tal – em algum campo em particular.

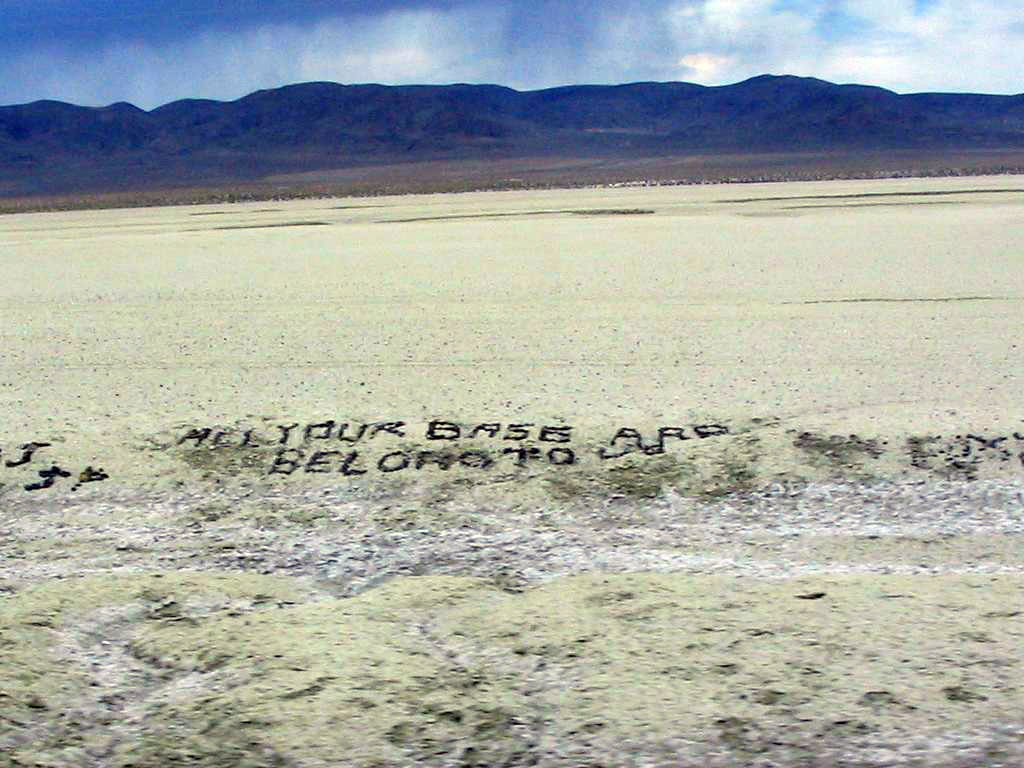
AYBABTU no US 50 em Nevada

Em 1 de abril de 2003, em Sturgis, Michigan, sete homens de 17 a 20 anos colocaram placas em toda a cidade que diziam "All your base are belong to us. You have no chance to survive make your time". Eles disseram que estavam fazendo uma piada de 1° de abril, imitando a famosa animação em Flash que retratou o slogan onipresente. Não foram muitas as pessoas que viram as placas que entenderam a piada. Muitos moradores ficaram zangados quando as placas apareceram enquanto os EUA estavam na guerra do Iraque de 2003 e o chefe de polícia Eugene Alli disse que as placas poderiam ser "uma ameaça de terroristas da fronteira, dependendo no que alguém interpreta do seu significado". 
A frase foi pintada com grafite em várias estruturas, tais como uma antiga ponte de trem sobre o Rio Connecticut entre Hadley e Northampton, Massachusetts, uma área com várias faculdades na vizinhança. Um ticker de notícias no canal de televisão News 14 Carolina, da Carolina do Norte, foi até "hackeado" para exibir a mensagem na televisão. 
Em 2002, AYBABTU foi destaque numa exposição de arte chamada Trigger: Game Art (Gatilho: A Arte dos Videojogos, em tradução livre), que evidenciou a influência dos videojogos na arte contemporânea .
Em 24 de Outubro de 2003, na cidade de Union City, na Califórnia, dois estudantes de 16 e 17 anos usaram fita adesiva para fixar a frase "All your base are belong to us" em várias paredes do colégio local. A diretoria, que não entendeu a frase, entrou em pânico e fechou o colégio.[carece de fontes?] Essa brincadeira foi repetida em 1 de Abril de 2005 na "Half Hollow Hills High School West", um colégio da cidade de Dix Hills, no Estado de Nova Iorque. Entretanto, a diretoria e os faxineiros retiraram os cartazes.[carece de fontes?]
O fenômeno AYBABTU é continuamente declarado morto, embora ainda seja visto na Internet. Algumas pessoas que jogam jogos multiplayer como Counter-Strike foram banidos de servidores por repetirem continuamente essa frase. AYB até apareceu no jogo de crescimento de blog Blogshares.